# リリアナ (小惑星)
リリアナ (756 Lilliana) は小惑星帯に位置する小惑星である。1908年4月26日、ジョエル・ヘイスティングス・メトカーフがマサチューセッツ州タウントンで発見した。
アメリカ人天文学者ハーロー・シャプレーの姉妹にちなんで名づけられた。